# Erika (loď)

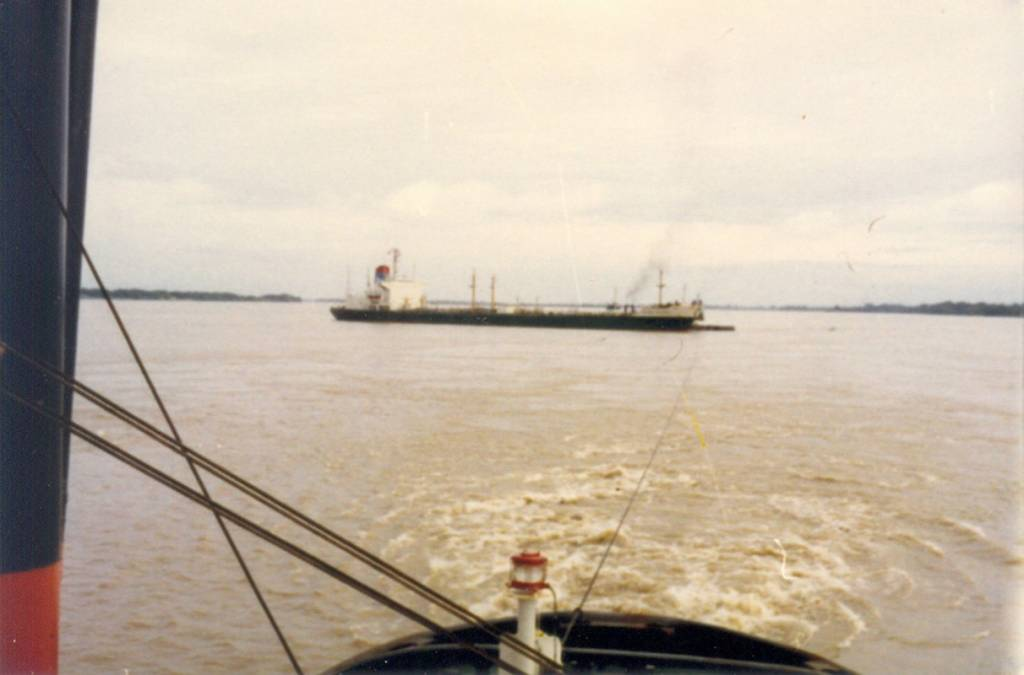
Tanker "Intermar Prosperity", který po řadě dalších názvů byl v roce 1996 přejmenován na "Eriku", na řece Orinoko v roce 1979

Erika bylo jméno ropného tankeru, plujícího pod maltskou vlajkou a patřícího nadnárodní francouzské společnosti Total, který se 12. prosince 1999 za zimní bouře rozlomil a potopil u bretaňského pobřeží. Loď byla na cestě z přístavu Dunkerque do italského Livorna.

## Historie lodi
Erika byla postavena v roce 1975 v japonských docích Kasado jako v pořadí druhá z osmi sesterských lodí, které zde byly zkonstruovány v letech 1974–1976. Její první jméno bylo Shinsei-Maru, později vystřídala jména Glory Ocean, Intermar-Prosperity, South Energy, Jarhe Energy, Prime Noble, Prime Nobles, Nobless a nakonec od roku 1996 Erika.

## Havárie a její následky
Během havárie unikly desítky tisíc tun ropy a francouzské pobřeží následně zasáhla obrovská ropná skvrna. Zahynulo asi 150 tisíc ptáků, ústřice a další mořští živočichové. V září 2012 potvrdil francouzský kasační soud dřívější rozhodnutí, podle kterého je za havárii tankeru zodpovědná společnost Total, která byla odsouzena k vysoké pokutě.